# 村上石油
村上石油株式会社（むらかみせきゆ）は、愛媛県今治市伯方町に本社を置く企業。

## 概要
愛媛県今治市、松山市、東温市でENEOS系列のガソリンスタンドを運営する他、廃油の処理･再資源化などを行っている。また、今治市伯方島に潤滑油･燃料タンクを置き、自社でタンクローリーや納入船を所有しており、船舶向けに潤滑油･燃料の販売を手がけている。
2005年には船主業（船舶貸渡業）に進出。現在までに外航船はプロダクト船、ケミカル船、コンテナ船、バルク船合計11隻、内航タンカーは5隻を保有する。

## 沿革
- 1890年頃 - 村上熊吉が海運業を創業。
- 1945年 - 二代目の村上藤作が第1天神丸（総トン130）とともに戦時徴用を受けフィリピンセブ島にて戦没。
- 1947年 - 三代目の村上峰茂が戸田組より支援を受け晃山丸（総トン60）にて海運業再開。
- 1962年 - 石油業に進出。
- 1969年 - 日本石油と特約販売契約締結。
- 1970年 - 村上石油株式会社を設立し法人化。西伯方給油所を開設。
- 1972年 - 現在地に本社移転。
- 1977年 - 松山支店を開設。
- 1978年 - 伯方大三島橋建設に伴い、西伯方給油所を移設（現：伯方大橋SS）。
- 1983年 - 現:DD中央通店に陸運局認証工場を併設。
- 1988年 - 第7八潮丸を購入・改造し潤滑油のバルク納入開始。
- 1991年 - 伯方マリンサービス協同組合を買収し、廃油処理業に進出（現：伯方マリンエコセンター） 。
- 1994年 - ヴィレッジュ重信SSを開設（現:DD重信店）。
- 1996年 - ヴィレジュ重信SSに陸運局指定工場併設。
- 2001年 - 新日本石油潤滑油専航船「伸陽丸」竣工。
- 2005年 - 外航海運業に進出（MOL ADVENTURE竣工）。
- 2006年 - 高性能多目的納入船「れいたく丸」竣工。
- 2007年 - DD重信店セルフ化。
- 2008年 - 伯方エコマリンセンターに栗田工業製新鋭水処理施設稼働開始。
- 2009年 - Dr.Drive CAVETY中央通店セルフSS化。
- 2011年 - 高性能多目的最新鋭納入船「松柏丸」竣工。
- 2012年 - シンガポール事業所開設。
- 2014年 - 伯方インターSSをセルフ化。
- 2016年 - 高性能多目的最新鋭納入船「みゆき丸」竣工
- 2021年 - 潤滑油専用船「第三伸陽丸」竣工。

## グループ会社
- 麗澤海運株式会社（内航海運業・外航船管理業）
- TRADEWIND NAVIGATION S.A.（外航海運業）